# Sotkajärvi (sjö i Enontekis, Lappland)
Sotkajärvi är en sjö i kommunen Enontekis i landskapet Lappland i Finland. Sjön ligger 288,7 meter över havet. Arean är 2,75 kvadratkilometer och strandlinjen är 8,75 kilometer lång. Sjön  ingår i Torne älvs huvudavrinningsområde.   Den ligger omkring 230 kilometer nordväst om Rovaniemi och omkring 910 kilometer norr om Helsingfors. 